# 완전한 사랑 (2003년 드라마)
《완전한 사랑》은 2003년 10월 4일부터 2003년 12월 21일까지 매주 토요일, 일요일 저녁 9시 45분에 방영한 SBS 주말 특별기획 드라마이다.

## 등장 인물
- 차인표 : 박시우 역 (박재우의 동생, 하영애의 남편)
- 김희애 : 하영애 역 (박시우의 아내)
- 홍석천 : 홍승조 역
- 이승연 : 문지나 역
- 박지빈 : 박준서 역 (박시우와 하영애의 아들)
- 김원미 : 박은혜 역 (박시우와 하영애의 딸)
- 김성원 : 박 회장 역
- 송일권 : 박 회장 비서역
- 조은덕 : 박 회장네 가정부 역
- 강부자 : 장혜자 역
- 김나운 : 최정원 역
- 이영범 : 박재우 역 (박시우의 형)
- 박지영 : 박연우 역
- 정혜선 : 영애 어머니 역
- 전양자
- 허영란 : 나소정 역
- 한진희 : 소정 부 역
- 정재순 : 소정 모 역
- 유민 : 소정 친구 역
- 김동주
- 남승민
- 故 한경선 : 술집 마담 역
- 김희라
- 염준영
- 이승아

## 수상
- 2003년 SBS 연기대상
  - 10대 스타상, 남자 최우수연기상 차인표
  - 10대 스타상, SBSi상 김희애
  - 아역상 박지빈, 김원미
- 2003년 제16회 그리메상 최우수 여자 연기자상 김희애
- 2004년 백상예술대상 TV부문 대상 김희애

## 참고 사항
- SBS는 <완전한 사랑>에 앞서 이 작품의 작가 김수현이 썼던 <모래성>을 리메이크하기로 했으나 당시 방영 중이었던 같은 방송사 일일드라마 <연인>과 일부 내용이 겹쳐서 제작이 백지화됐다.[1]
- 1998년 1월 14일부터 2월 22일까지 수목-토일 4회 재방송된 모래시계[2] 이후 SBS 프로덕션에서 오랜만에 내보낸 주말 특별기획 드라마인데, 해당 작품과 같은 회사 외주제작이었던 《백야 3.98》이 주말 특별기획 드라마로 편성될 예정이었지만[3] 《토요미스테리 극장》같은 프로그램들을 폐지하거나 시간대를 이동해야 하는 부담감 탓인지 무산됐고 우여곡절 끝에 월화극으로 간신히 편성됐다.
- 전작 첫사랑이 그랬던 것처럼 남녀관계의 표현 수위가 점점 높아져[4] 비판을 받았다.
- 그래도 마지막에는 최고 시청률 34.0%를 기록하면서 깔끔하게 마무리를 지었다.